# Janez Mrdavšič
Janez Mrdavšič, slovenski slavist, * 16. november 1928, Črna na Koroškem, † 10. junij 2004.

## Odlikovanja in nagrade
Leta 1998 je prejel častni znak svobode Republike Slovenije z naslednjo utemeljitvijo: »za zasluge pri bogatitvi kulturne podobe Koroške, pa tudi v pedagoškem delu, slavistični stroki, na področju knjižničarstva in koroškega domoznanstva«.